# Полина Куюмджиева
Полина Куюмджиева е българска музиколожка.

## Биография
Полина Куюмджиева е родена на 11 юли 1958 г. в Плевен. След завършване на основно образование в родния ѝ град, учи в немските гимназии в Монтана и в Хасково и продължава образованието си в Средното музикално училище в Пловдив, което завършва през 1978 г. със специалност „пиано“. От 1979 до 1984 г. следва в Теоретичния факултет на Българската държавна консерватория (днес НМА „Проф. П. Владигеров“) в София, където се дипломира през 1984 г. със специалност музикознание, профил музикална естетика, с научен ръководител – доц. д-р Андрей Коралов. През 2003 г. защитава докторска дисертация на тема „Карл Далхауз и неговата музикална естетика“. През 2012 г. завършва следдипломна квалификация „Немска филология“ (Немски език и литература, учител по немски език) в СУ „Св. Климент Охридски“.
От 1983 до 1987 г. работи като преподавател по музикална естетика и хармония в СМУ – Пловдив (днес НУМТИ „Добрин Петков“). Същевременно от 1984 г. е ангажирана като хоноруван преподавател по музикална естетика във ВМПИ, днес АМТИИ, където от 1987 г. след издържан конкурс, е редовен преподавател. От 2008 г. е доцент, а от 2015 г. – професор в академията. От 2016 г. е ръководител на катедра „Теория и история на музиката“.
Водила е лекционен курс по музикална естетика като хоноруван преподавател в НМА „Проф. Панчо Владигеров“ (1987/1988) и по естетика в ПУ „Паисий Хилендарски“ (1995 – 1997).
Автор е на научни статии по проблеми на естетиката и музикалната естетика, както и на Методиката на обучението по естетика. Участвала е в научни конференции в София, Пловдив, Стара Загора, Шумен и Смолян. Има редица публикации в специализирани научни издания в т.ч. в списание „Българско музикознание“ и в немската енциклопедия „Die Musik in Geschichte und Gegenwart“.
Съавтор е на:
- „Антология по естетика за музиканти“ (1995)
- „Асен Диамандиев“ (2000)
- „Немско-български музикален речник“ (2001)
- „Речник на италианските музикални термини“ (2008)

Автор е на:
- „Музикалната естетика като дисциплина в средното и висшето образование“ (2015)

От студентските си години превежда музикалнонаучна литература от немски език. В неин превод са публикувани на български език:
- двутомното немско енциклопедично издание „Атлас/Музика“ (2000/2001, издателство „Летера“)
- „Музикална естетика“ от Карл Далхауз (2004, издателство „Пигмалион“)
- „Пътят към новата музика“ от Антон Веберн (2005, издателство „Везни“)

В периода 1993 – 1995 г. работи в Радио Пловдив като музикален редактор и водещ на предаването за класическа музика „Музикален магазин“. В него съществен дял е посветен на българската музикална култура, звучали са изпълнения на най-големите български оркестри, хорове и изпълнители, а някои от направените интервюта, между които с акад. Васил Казанджиев, проф. Иван Спасов, Асен Найденов, Минчо Минчев, и др. са част от „Златния фонд на радиото“.
Автор е на материали в областта на музикалната критика, публикувани в списания „Музикални хоризонти“ и „Естетически кръгозор“, както и във вестниците „Музикален живот“, „Век 21“, „Глас“, „Провинция“, „Артспектър“ и др.
Член е на Съюза на българските музикални и танцови дейци и на Съюза на българските композитори – секция „Музиколози“.

## Награди
Носител е на наградите:
- „Книга на годината“ на СБК (2000, 2001, 2004, 2006, 2009, 2016)
- „Меденият чан“ на АМТИИ (2008)
- „Златна лира“ на СБМТД (2008)
- Почетен знак „50 години Международен фестивал на камерната музика“ (2014)
- Специална награда „Носители на просвета“ на Националното представителство на студентските съвети (2017).